# Allium flavidum
Allium flavidum là một loài thực vật có hoa trong họ Amaryllidaceae. Loài này được Ledeb. mô tả khoa học đầu tiên năm 1830.